# مسجد خواجه خضر
مسجد خواجه خضر مربوط به دوره صفوی - دوره قاجار است و در نائین، محله نوآباد واقع شده و این اثر در تاریخ ۳ خرداد ۱۳۸۶ با شمارهٔ ثبت ۱۹۱۵۵ به‌عنوان یکی از آثار ملی ایران به ثبت رسیده است.